# جيمي بروير
جيمي بروير (بالإنجليزية: Jamie Brewer)‏ (مواليد 5 فبراير 1986) هي ممثلة وعارضة أزياء أمريكية. اشتهرت بأدوارها في سلسلة قصص الرعب التلفزيونية قصة الرعب الأمريكية.

## روابط خارجية
- جيمي بروير على موقع IMDb (الإنجليزية)
- جيمي بروير على موقع قاعدة بيانات الفيلم (الإنجليزية)